# Ценжковице (гмина)
Ченжковице (пол. Ciężkowice) — городско-сельская гмина (волость) в Польше, входит как административная единица в Тарнувский повет, Малопольское воеводство. Население — 11 074 человека (на 2004 год).

## Демография
| Перепись                       | Всего   | Всего | Женщины | Женщины | Мужчины | Мужчины |
| ------------------------------ | ------- | ----- | ------- | ------- | ------- | ------- |
| Единицы                        | человек | %     | человек | %       | человек | %       |
| Население                      | 11 074  | 100   | 5476    | 49,4    | 5598    | 50,6    |
| Плотность населения (чел./км²) | 107,3   | 107,3 | 53,1    | 53,1    | 54,2    | 54,2    |

## Административный центр
В состав гмины входит город Ченжковице, который исполняет функцию её административного центра.

## Сельские округа
1. Богонёвице
2. Брусник
3. Фалькова
4. Ястшембя
5. Консьна-Дольна
6. Консьна-Гурна
7. Кипшна
8. Оструша
9. Плавна
10. Секерчина
11. Турско
12. Зборовице

## Соседние гмины
1. Гмина Бобова
2. Гмина Громник
3. Гмина Коженна
4. Гмина Мощеница
5. Гмина Жепенник-Стшижевски
6. Гмина Закличин